# The Muppets Studio
The Muppets Studio, precedentemente The Muppets Holding Company, è una società di produzione cinematografica e televisiva interamente controllata da Disney Experiences, divisione di The Walt Disney Company. 
La società viene costituita nel 2004 successivamente all'acquisizione da parte Disney dei diritti dei Muppet e di Bear nella grande casa blu, precedentemente di proprietà di The Jim Henson Company.

## Storia

### Background
Nel mese di agosto del 1989, Jim Henson entrò in trattative per vendere la The Jim Henson Company alla The Walt Disney Company per circa 100-150 milioni di dollari. Tuttavia, a causa dell'improvvisa morte di Henson, il 16 maggio del 1990 la trattativa si interrompe. 

### The Muppets Holding Company (2004-2007)
L'allora capo della Disney Michael Eisner, ancora interessato alle proprietà dei Muppet, ha riaperto i negoziati con gli Henson e ha annunciato l'acquisizione dei diritti di proprietà dei Muppet e di Bear nella grande casa blu da The Jim Henson Company per 75 milioni di dollari il 17 febbraio 2004. Le attività di Muppet e Bear nella grande casa blu vengono confluite in una società, appositamente creata, chiamata The Muppets Holding Company. Una delle prime apparizioni che i Muppet fecero dopo l'acquisto fu nello speciale televisivo The Nick and Jessica Variety Hour nell'aprile 2004, con Nick Lachey e Jessica Simpson. Nel novembre 2004 viene lanciato un nuovo sito web e nello stesso anno i Muppet hanno fatto un'apparizione nell'episodio di Natale del 2004 di Saturday Night Live.
La prima produzione dei Muppet sotto il pieno controllo Disney è stata I Muppet e il mago di Oz, che andò in onda su ABC nel maggio 2005. La prima apparizione di Bear sotto il controllo della Disney fu nel reality show, Breakfast With Bear nel 2005.
In seguito all'uscita di Eisner dalla Disney, il nuovo CEO dell'azienda Bob Iger ha rimosso il capo della Muppets Holding Company e diversi membri dello staff senior assunti da Eisner. La Muppets Holding Company è stata quindi associata a Baby Einstein (prima che fosse acquisita da Kids II, Inc. nel 2013) sotto la guida del vicepresidente senior e direttore generale R. Russell Hampton, Jr.
Il nuovo direttore generale di Muppet Holding, nel settembre del 2006, concede in licenza i Muppet a TF1, una rete televisiva francese, per produrre Muppet TV.

### The Muppets Studio (2007-oggi)
Nel 2006, la Muppets Holding Company è stata trasferita dall'unità Disney Consumer Products ai Walt Disney Studios. Nello stesso anno, la Disney ha stipulato un contratto con Puppet Heap per ricostruire, mantenere e creare personaggi fantoccio per la società. Sotto la guida di Kylle Breirer, nell'aprile 2007, la Muppets Holding Company ha cambiato il suo nome in The Muppets Studio.
La società è stata trasferita nel 2014 alla nuova unità media di Disney, Disney Consumer Products e Interactive Media. Il 3 aprile 2015, una serie di cortometraggi intitolata Muppets Moments è stata presentata in anteprima su Disney Junior. La serie presenta conversazioni tra i Muppet e bambini piccoli. Ad aprile, Bill Prady è stato incaricato di scrivere una sceneggiatura per un nuovo pilot dei Muppet dal titolo The Muppets, che viene approvato dalla ABC.
Nel marzo del 2018, durante una riorganizzazione aziendale, Disney Consumer Products e Interactive Media diventa parte di Disney Parks, Experiences and Products (poi rinominata Disney Experiences). Quello stesso mese, un reboot della serie Muppet Babies degli anni '80 ha debuttato su Disney Junior. Nel 2020 viene pubblicata la prima serie sui Muppet sulla nuova piattaforma della Disney, Disney+. La serie segue vari sketch dedicati a determinati personaggi, collegati tra di loro da degli intermezzi con protagonista Scooter, che si occupa di montare gli sketch.

## Produzioni

### Film
- I Muppet e il mago di Oz (The Muppets' Wizard of Oz) (2005) – film TV
- I Muppet (The Muppets), regia di James Bobin (2011)
- Muppets 2 - Ricercati (Muppets Most Wanted), regia di James Bobin (2014)
- Muppets Haunted Mansion - La casa stregata, regia di Kirk R. Thatcher (2021)

### Serie Televisive
- I Muppet (The Muppets) (2015-2016)
- Muppet Babies (Muppet Babies) (2018-in corso)
- Ecco i Muppet (Muppets Now) (2020-in corso)
- The Muppets Mayhem Band (2023)